# Simona Semenič

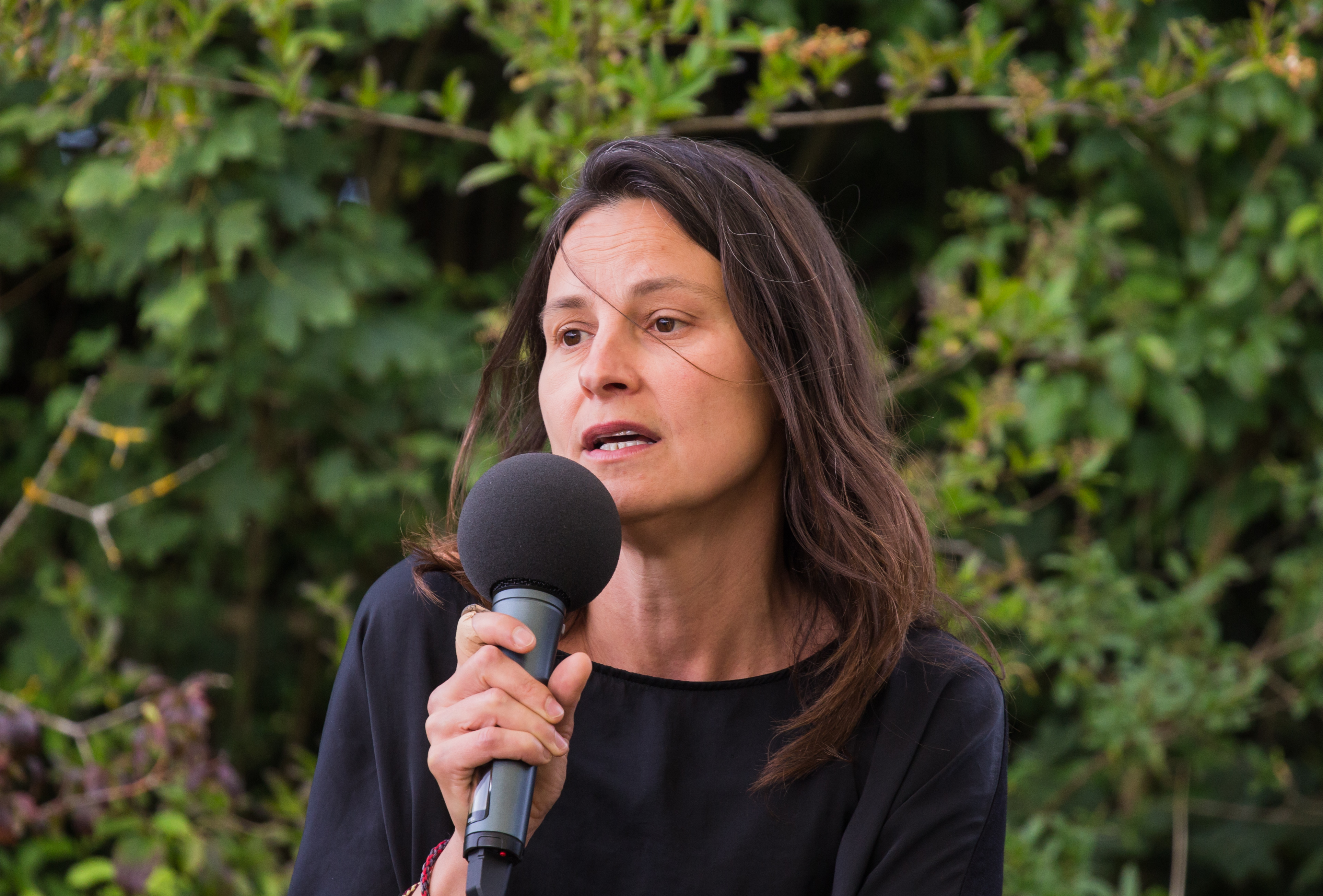
Simona Semenič (2020)

Simona Semenič (* 16. Juli 1975 in Postojna, SFRJ) ist eine slowenische Theaterregisseurin, Schriftstellerin und Performerin.

## Leben und Werk
Semenič schloss 2006 auf der Akademie für Theater, Radio, Film und Fernsehen (AGRFT) ein Studium der Dramaturgie ab, zu ihren Lehrenden zählte u. a. der slowenische Regisseur Dušan Jovanovič. Seit 2005 ist sie selbstständige Kulturschaffende und lebt in Ljubljana. Sie initiierte und konzipierte 2005 das Projekt PreGlej im Theater Glej, eine Initiative für Nachwuchsdramaturgen, die dort an ihren Texten arbeiten und diese vor Publikum präsentieren, und leitete dieses bis 2013. Von 2007 bis 2010 war sie Leiterin des Theatervereins Društvo Gledališče Glej.
Für ihre Dramen erhielt sie zahlreiche Auszeichnungen: Dreimal den Grum-Preis, die höchste Auszeichnung für Theaterschaffende in Slowenien: 2009 für 5fantkov.si (2008, 5jungen.si), 2010 für 24 ur (2006, 24 Stunden), 2015 für sedem kuharic, štirje soldati in tri sofije (2014, Sieben Köchinnen, vier Soldaten und drei Sofien). 2020 ist sie für einen weiteren nominiert. Für gostija (2011, Gastmahl) und tisočdevetstoenainosemdeset (2013, Neunzehnhunderteinundachzig) wurde ihr jeweils der Šeligo-Preis verliehen, der Preis für die beste Inszenierung des Jahres. Eine Werksammlung mit drei Dramen wurden 2017 unter dem Titel Tri drame (Drei Dramen) herausgegeben. Ihre Werke wurden in zahlreiche Sprachen übersetzt und in verschiedenen Ländern Europas, den USA und im Nahen Osten aufgeführt. Semenič verfasst, regiert und performt selbst experimentelle Theatershows auf Festivals in Slowenien und darüber hinaus. Sie arbeitete zusammen mit Ivan Talijančić, Janez Janša und wirkt selbst als Co-Autorin bei anderen Produktionen.
Semenič schreibt auch Prosa. 2017 erschien ihr Roman Me slišiš? (Hörst du mich?), für ihr Kinder- und Jugendbuch Skrivno društvo KRVZ (2020, Geheimgesellschaft KRVZ) erhielt sie den Preis Modra ptica. 2018 erhielt sie als Anerkennung für ihr künstlerisches Schaffen den Preis der Prešeren-Stiftung.

## Werke

### Bücher
- Tri drame. Ljubljana, 2017. (Werksammlung)
- Me slišiš?. Koper, 2017.
- Skrivno društvo KRVZ. Ljubljana, 2020.

### Dramatik
- lepe vide lepo gorijo (2020)
- ni to to (2019)
- ti si čudež (2018)
- jerebika, štrudelj, ples pa še kaj (2017)
- to jabolko, zlato (2016)
- mi, evropski mrliči (2015)
- drugič (2014)
- 7 kuharic, 4 soldati in 3 sofije (2014)
- 1981 (2013)
- Ubij me nežno (2012)
- medtem ko skoraj rečem še ali prilika o vladarju in modrosti (2011)
- vsega je kriv boško buha (2011)
- gostija (2010)
- še me dej (2009)
- 5fantkov.si (2008)
- Jaz, žrtev. (2007)
- Nisi pozabila, samo ne spomniš se več (2007)
- Let nad kukavičjim gnezdom (2007)
- Obisk (2007)
- Kot jaz (2006)
- 24 ur (2006)
- Ljubi Vili (2005)
- Nogavice (2005)
- Solo brez talona (2003)